# 嶋中書店
株式会社嶋中書店（しまなかしょてん）は出版社。1985年4月17日創業。
- 代表取締役 嶋中行雄

※父は中央公論社元社長・嶋中鵬二
- 本社 東京都千代田区麹町四丁目2番6号 泉商事ビル8階
- 2007年1月10日会社解散の手続きに入る[1]。

## 出版
- 嶋中文庫シリーズ
- アイランド・コミックス Primoシリーズ
- アイランド・コミックス Primo SPECIALシリーズ
- アイランド・コミックス Primo selectシリーズ
- その他一般書、歴史書、翻訳書